# Psapharochrus binocularis
Psapharochrus binocularis är en skalbaggsart som först beskrevs av Martins 1981.  Psapharochrus binocularis ingår i släktet Psapharochrus och familjen långhorningar. Inga underarter finns listade i Catalogue of Life.